# Jean-Claude Madin Cerezo
Jean-Claude Madin Cerezo (geb. 18. November 1992 in Hamburg, Deutschland) ist ein spanisch-deutscher American-Football-Spieler auf der Position des Wide Receivers. Er spielt in der Saison 2025 wie schon von 2021 bis 2023 für die Hamburg Sea Devils in der European League of Football. Er ist spanischer Nationalspieler.

## Karriere
Madin Cerezo kam mit 16 Jahren durch seinen besten Freund und späteren Mitspieler Aleksandr Astahin zum Football. Beide spielten in der Jugend der Hamburg Huskies. 2010 wurde Madin Cerezo ins IFAF World Development Team aufgenommen. 2011 wurde er in die deutsche Jugendnationalmannschaft berufen und sollte an der Junioren-Europameisterschaft 2011 teilnehmen. Sein beantragter deutscher Pass kam jedoch zu spät und Madin Cerezo spielte kurzerhand für die spanische Nationalmannschaft. Beim IFAF International Bowl 2012 war er Teil der Weltauswahl, die erstmals gegen die USA gewann.
In der Saison 2012 spielte Madin Cerezo für die Osos Rivas in der spanischen LNFA. Anschließend ging er an die Universidad de las Américas im mexikanischen Puebla (UDLAP) und spielte für die Aztecas. Zweimal genau der mit dem Team die Meisterschaft der CONADEIP-Liga. 2014 wechselte er in die USA zu den University of Northern Colorado Bears, wo er jedoch nur in den Special Teams zum Einsatz kam und durch eine Verletzung ausgebremst wurde. 2016 kehrte er zu den UDLAP Aztecas zurück und gewann dort erstmals die mexikanische College-Meisterschaft.
Nach dem Abschluss seines Masterstudiums kehrte er 2018 nach Deutschland zurück und schloss sich den Kiel Baltic Hurricanes in der German Football League an. 2019 spielte er für die Hamburg Huskies in der German Football League 2. Für Spanien nahm er an der American-Football-Europameisterschaft 2021 teil. Im Spiel gegen die Türkei gelangen ihm drei Touchdowns. In diesem Jahr wurde er auch zum NFL Combine eingeladen, im Februar 2020 nahm er am CFL Combine teil. 2020 zog er nach Wien, auf Grund der Covid-19-Pandemie fand jedoch kein Spielbetrieb statt.
Zur Saison 2021 schloss er sich den Hamburg Sea Devils in der neu gegründeten European League of Football an, wo er für drei Jahre spielte. In den ersten beiden Spielzeiten zog er mit den Sea Devils in das ELF Championship Game ein, unterlag jedoch zwei Mal. In den drei Spielzeiten kam er insgesamt auf 98 gefangene Pässe für 1135 Yards und kam damit auf elf Touchdowns. 2024 wechselte er zur neu geschaffenen ELF-Franchise Madrid Bravos. Für die Saison 2025 kehrt er zu den Sea Devils zurück.

## Statistik
| Jahr                   | Team                   | Spiele | Receiving | Receiving | Receiving | Receiving | Receiving | Rushing | Rushing | Rushing | Rushing | Rushing | Returning | Returning | Returning | Returning | Returning | Returning |
| Jahr                   | Team                   | Spiele | Rec       | Yds       | Y/R       | TD        | Lng       | Att     | Yds     | Y/A     | TD      | Lng     | PR        | PRY       | PR TD     | KR        | KRY       | KR TD     |
| ---------------------- | ---------------------- | ------ | --------- | --------- | --------- | --------- | --------- | ------- | ------- | ------- | ------- | ------- | --------- | --------- | --------- | --------- | --------- | --------- |
| 2018                   | Kiel Baltic Hurricanes | 12     | 53        | 638       | 12,0      | 3         | 56        | 6       | 33      | 5,5     | 0       | 14      | 2         | 37        | 0         | 11        | 235       | 0         |
| 2019                   | Hamburg Huskies        | 10     | 49        | 803       | 16,4      | 5         | 75        | 5       | 20      | 4,0     | 0       | 7       | 5         | 58        | 0         | 16        | 381       | 0         |
| GFL / GFL2 Gesamt      | GFL / GFL2 Gesamt      | 12     | 102       | 1441      | 14,1      | 8         | 75        | 11      | 53      | 4,8     | 0       | 14      | 7         | 95        | 0         | 27        | 616       | 0         |
| Quelle: stats.gfl.info |                        |        |           |           |           |           |           |         |         |         |         |         |           |           |           |           |           |           |

| Jahr                           | Team               | Regular Season | Regular Season | Regular Season | Regular Season | Regular Season | Regular Season | Regular Season | Regular Season | Playoffs | Playoffs | Playoffs | Playoffs | Playoffs | Playoffs | Playoffs | Playoffs |
| Jahr                           | Team               | Spiele         | Starts         | Rec            | Tgt            | Yds            | Ctch%          | TD             | Lng            | Spiele   | Starts   | Rec      | Tgt      | Yds      | Ctch%    | TD       | Lng      |
| ------------------------------ | ------------------ | -------------- | -------------- | -------------- | -------------- | -------------- | -------------- | -------------- | -------------- | -------- | -------- | -------- | -------- | -------- | -------- | -------- | -------- |
| 2021                           | Hamburg Sea Devils | 10             | 6              | 32             | 50             | 303            | 64,0           | 5              | 44             | 2        | 2        | 7        | 11       | 69       | 63,6     | 1        | 33       |
| 2022                           | Hamburg Sea Devils | 11             | 7              | 16             | 26             | 241            | 61,5           | 1              | 52             | 2        | 2        | 3        | 9        | 28       | 33,3     | 0        | 13       |
| 2023                           | Hamburg Sea Devils | 11             | 10             | 40             | 65             | 494            | 61,5           | 4              | 53             |          |          |          |          |          |          |          |          |
| 2024                           | Madrid Bravos      | 12             | 10             | 32             | 61             | 607            | 52,5           | 7              | 73             | 1        | 1        | 5        | 9        | 69       | 55,6     | 0        | 36       |
| ELF Gesamt                     | ELF Gesamt         | 44             | 33             | 120            | 202            | 1645           | 59,4           | 17             | 73             | 5        | 5        | 15       | 29       | 166      | 51,7     | 1        | 36       |
| Quelle: sportsmetrics.football |                    |                |                |                |                |                |                |                |                |          |          |          |          |          |          |          |          |

## Privates
Madin Cerezo ist Sohn einer spanischen Mutter und eines kamerunischen Vaters. Er arbeitet in der Logistikbranche.